# 杨海鹏 (记者)
杨海鹏（1967年5月8日—2022年6月29日），上海崇明人，原《南方周末》调查记者，《财经》杂志高级记者。

## 生平
杨海鹏毕业于西北政法大学，曾在法院工作过。后任《南方周末》驻沪记者。2002年9月，《南方周末》发生人事变动，十余名记者集体辞职，杨为其中之一。2004年，杨海鹏参与创办《新周报》，后在《财经》担任记者。

## “蟹妈”案
2011年，杨海鹏在新浪微博上为其妻梅晓阳鸣冤，引起舆论广泛关注。后《财经》迫于压力将杨解职，其妻被判刑四年。2012年，杨的新浪微博被封杀。